# Mjölbolsta sjukhus
Mjölbolsta sjukhus (finska: Meltolan sairaala), tidigare kallat Mjölbollstad sanatorium, är ett före detta lungsjukhus i Karis i Raseborgs stad i det finländska landskapet Nyland. Sjukhusbyggnaden färdigställdes år 1936 och har utvidgats flera gånger, senast år 2007.
Byggnaden är för närvarande ej funktionell som sjukhus.

## Historia
När Mjölbolsta sjukhus byggdes på 1930-talet var det viktigt att placera sjukhuset i ett avlägset område med hälsosam luft, eftersom sjukhuset var avsett för vård av patienter med lungsjukdomar, vilket var anledningen till att det inte anlades i Karis köping. Därför byggdes sjukhuset istället i Karis landskommun i byn Mjölbolsta. Sjukhusbyggnaden konstruerades rymlig och i en tidstypisk 1930-talsstil som var synlig på både interiören och möbelemanget. 
Under andra världskriget fungerade sjukhuset som krigs- och fältsjukhus. Vid vinterkriget var sjukhuset under risk för flyganfall, och därmed mörklades alla fönster. I hopp om att fienden skulle respektera sjukhuset målade man stora röda kors på taket. Februari 1940 hade sjukhuset utökat sina vårdplatser till 500. Sjukhuset kämpade med många problem under kriget, varav ett var personalbristen, eftersom många av de manliga arbetarna blivit inkallade. Krigssjukhusets personal bestod därför mest av kvinnor under denna period.
Då fortsättningskriget bröt ut behövdes sanatoriets platser återigen till vårdplatser för försvarsmakten. Sjukhusområdet drabbades i synnerhet av kriget den 14 juli 1941, då två sovjetiska jaktplan sköt med maskingevär, varpå tak, fönsterbågar, dörrar och väggar skadades. Ingen av patienterna skadades.
År 1958 utvidgades sjukhuset enligt Claus Tandefelts ritningar. Samma år tillträdde docent Nils Riska tjänsten som chefläkare på Mjölbollstad sanatorium. Därefter genomfördes en rad reformer för att göra det gamla sanatoriet till ett modernt undervisningssjukhus för lungsjukdomar med Riska som lärare. Sanatoriet döptes om till Mjölbolsta sjukhus år 1963.
I början av 1960-talet omvandlades Mjölbolsta sjukhus till ett allmänt sjukhus. År 1993 hade Mjölbolsta sammanlagt 148 vårdplatser och 391 tjänster, varav 90 var obesatta. Sjukhuset fungerade tvåspråkigt och betjänade patienter på både svenska och finska.
Senare har Mjölbolsta sjukhus ägts av bland annat Folkhälsan. Folkhälsan hyrde ut sjukhuset till Finlands Röda Kors som mottagningscenter för asylsökande år 2015. Efter det har Mjölbolsta sjukhus bytt ägare flera gånger.
Byggnaden har också tjänat som hem för Mjölbolsta sjukhusmuseum. Sjukhuset hade även en egen trädgård.